# 3848 Analucia
3848 Analucia (1982 FH3) là một tiểu hành tinh vành đai chính được phát hiện ngày 21 tháng 3 năm 1982 bởi Debehogne, H. ở La Silla.